# Lewani Czabradze
Lewani Czabradze (gruz. ლევანი ჭაბრაძე; ur. 14 stycznia 1982) – gruziński zapaśnik walczący w stylu wolnym. Zajął piąte miejsce na mistrzostwach świata w 2005. Ósmy na mistrzostwach Europy w 2004. Czwarty w Pucharze Świata w 2007 roku.